# Un capitán de quince años
Un capitán de quince años (Un capitaine de quinze ans) es una novela del escritor francés Julio Verne, prepublicada por entregas en la Magasin d'Éducation et de Récréation desde el 1 de enero (volumen 27, número 313) hasta el 15 de diciembre (volumen 28, número 336) de 1878, publicada en dos volúmenes (1 de julio y 14 de noviembre de 1878) y en volumen doble el 18 de noviembre de ese mismo año.

## Argumento

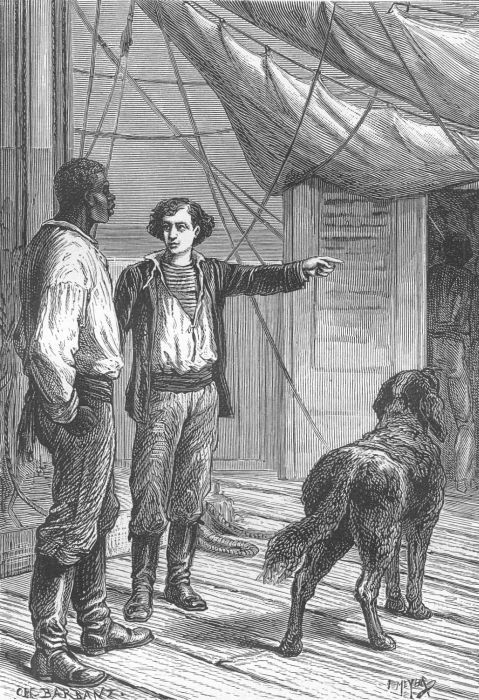

Dick Sand, se embarca con la Sra. Weldon, el hijo de esta última llamado Jack y su primo Benedicto rumbo a Valparaíso en el Pilgrim, el mejor barco del esposo de la Sra. Weldon, James W. Weldon, al mando del Capitán Hull, con una buena tripulación que se conoce desde hace mucho tiempo (a excepción del portugués Negoro, el cocinero).
Todo marcha bien, hasta que Dick divisa en el mar un barco a punto de hundirse. De todos los que viajan en él, sólo se salvan cinco personas negras (Tom, su hijo Bartolomé ("Bat"), Acteón, Austin y Hércules) y un perro llamado Dingo. Éste, según los supervivientes, lo había encontrado en África el capitán del barco ahora naufragado.
Tiempo después, un día se topan con una enorme ballena. El capitán Hull, junto con la tripulación que lo acompaña, sube a un bote de cacería, que es atacado y se hunde rápidamente. Como consecuencia, Dick asume el rol de capitán, con sólo quince años de edad. Al único que no le gusta esa idea es a Negoro, quien, con una razón que se explicará más tarde, estropea las brújulas y hace que se desvíe el barco hacia rumbo desconocido.
Sin percatarse del desvío, Dick es sorprendido por una tormenta y encallan en la costa africana por obra de Negoro que, después de encallar, ha escapado con el dinero de la señora Weldon. Creen estar en costas peruanas.
En la costa se encuentran con un sujeto llamado Harris, quien les dice que se hallan en el litoral de Bolivia. Por consejo de Harris, se internan en la selva, donde comienzan a tener grandes sospechas al ver los animales que habitan allí. Harris insiste en que se han confundido, y que los animales que han visto no son chilenos ni oriundos de América. Cuando oyen el rugido de un león, Harris escapa para evitar que Dick sepa dónde están en realidad, ya que éste le oyó hablar con Negoro. Los demás se dirigen a un río con el fin de llegar a la costa.
En el camino, una gran tormenta que los obliga a refugiarse en un hormiguero, que casi se inunda a causa del desborde de un río cercano. Abandonan el hormiguero, y en el camino unos negreros al mando del Sr. Harris los toman prisioneros. Los llevan a todos en bote, pero aquel en el que van la señora Weldon, Benedicto y Jack toma un rumbo distinto. Hércules es el único que logra escapar. A Dick lo llevan junto a centenares de esclavos de José Antonio Álvez a una ciudad donde se comercia con ellos. Allí, Dick acaba con la vida de Harris apuñalándolo. Tras esto, lo condenan a morir ahogado junto al rey de Kazoondé, que muere quemado. Sin embargo, Hércules consigue salvar a Dick.
La señora Weldon, Jack y el primo Benedicto son alojados en la factoría de Álvez. Benedicto, que ha logrado salir de ahí para capturar un extraño "hexápodo" (que al final del relato se sabe que era una araña sin las patas traseras), es recogido por Hércules, que Hércules relata que ha huido y que es él quien ha informado a Dick de la situación de la señora. Pasa el tiempo, hay otra tormenta y Hércules puede matar al gran mago de Angola para hacerse pasar por él, y luego toma a la señora Weldon desmayada y al niño Jack y escapa con ellos.
Después, todos se reúnen en una canoa y se dirigen hacia el mar: Dick, la señora Weldon, Hércules, Jack, el primo Benedicto y Dingo logran salvarse.
Por el camino encuentran una choza, guiados por Dingo. Hallan una carta que rectifica la historia: Samuel Vernon, explorador francés, llega a África junto con su perro Dingo. Pero es traicionado y asesinado por Negoro durante un viaje de reconocimiento en el interior, razón por la que Dingo gruñía a Negoro cuando lo veía.
Cuando Negoro llega al lugar para desenterrar el dinero que robó a Vernon, es atacado por Dingo. En la lucha entre ambos, Dingo fallece, pero hiere de muerte a Negoro.
Tras enterrar a Dingo y a Vernon, los protagonistas son rescatados por honrados comerciantes portugueses. Al llegar a California, Dick es adoptado como hijo de la familia Weldon, y Hércules pasa a ser amigo de ella.

## Personajes

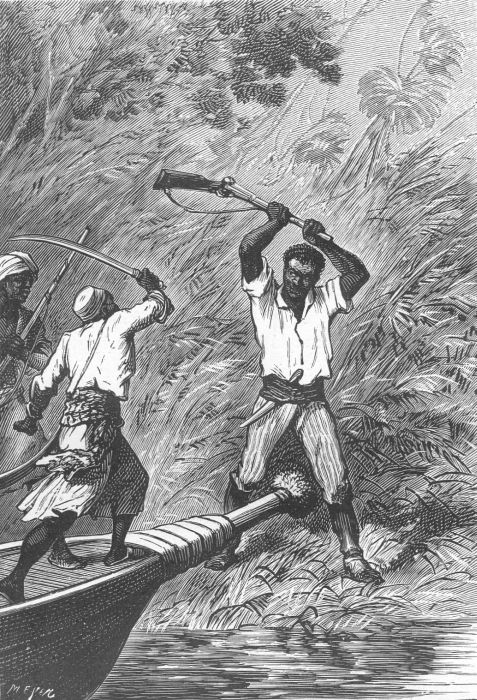
Hércules.

- Dick Sand
- Negoro
- Capitán Hull
- Señora Weldon
- El primo Benedicto
- Dingo
- Tom
- Hércules
- Nan
- Harris
- Jack Weldon
- Bat
- Acteon
- Austin
- Juan Antonio Álvez
- Moini Lungga
- James W. Weldon
- Samuel Vernon

## Lista de capítulos

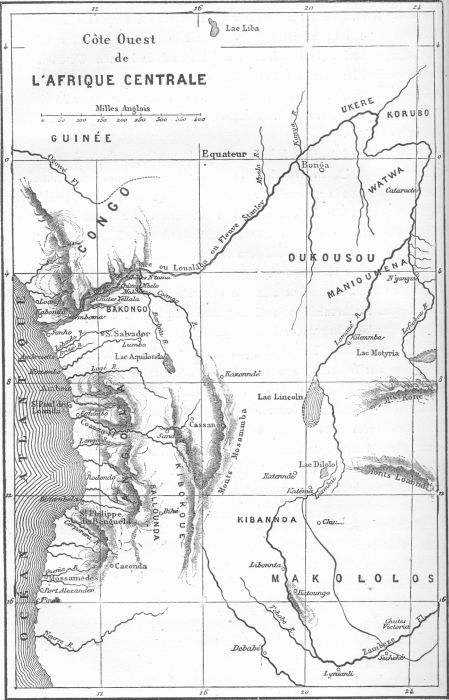

| - I El bergantín goleta Pilgrim. - II Dick Sand. - III El hallazgo. - IV Los supervivientes del Waldeck. - V S. V. - VI Una ballena a la vista. - VII Preparativos. - VIII El jubarte. - IX El capitán Sand. - X Los cuatro días que siguen. - XI Tempestad - XII Tierra en el horizonte. - XIII ¡Tierra! ¡Tierra! - XIV Lo que conviene hacer. - XV Harrisg. - XVI La ruta. - XVII La palabra terrible | - I Dos traidores. - II En marcha de nuevo. - III A través de la selva. - IV En el refugio improvisado. - V El escafandro. - VI Entre los negreros - VII Kazonndé. - VIII Un día de gran mercado. - IX Un ponche ofrecido al rey Kazonndé. - X Un entierro real. - XI El interior de una factoría. - XII Hasta dónde puede conducir una mantícora. - XIII Un mgannga. - XIV Al garete. - XV S.V. - XVI Conclusión. |

## Adaptaciones
- Anexo:Adaptaciones de la novela "Un capitán de quince años"

## Galería

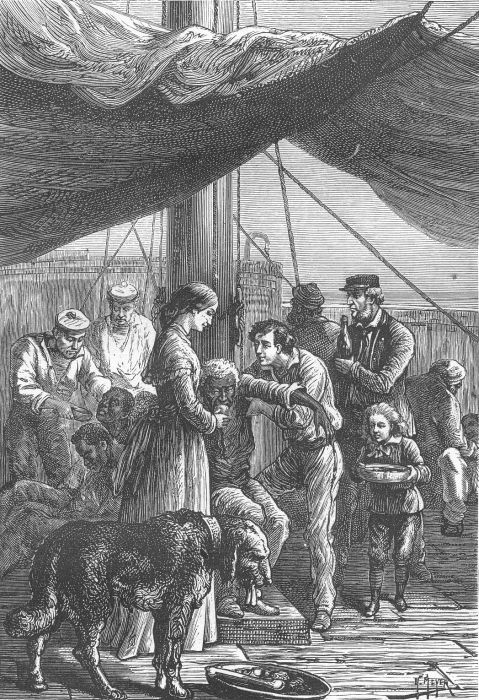
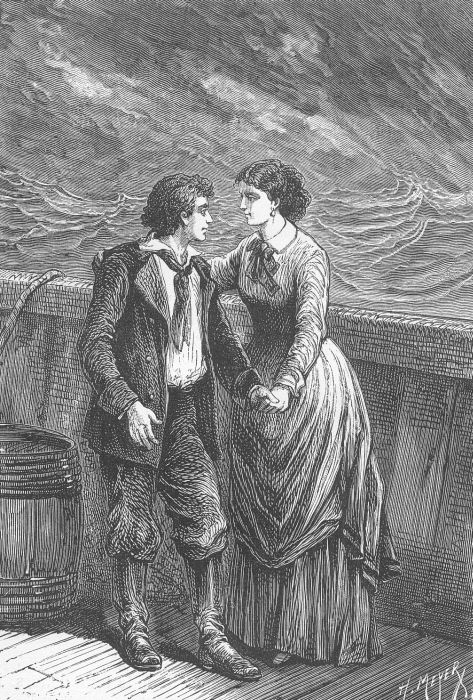
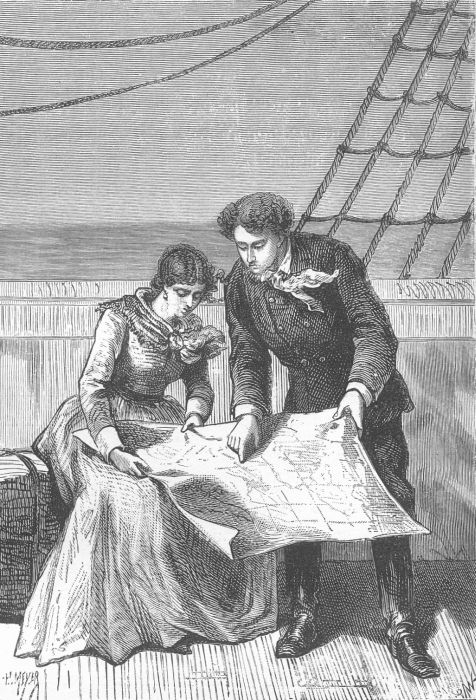
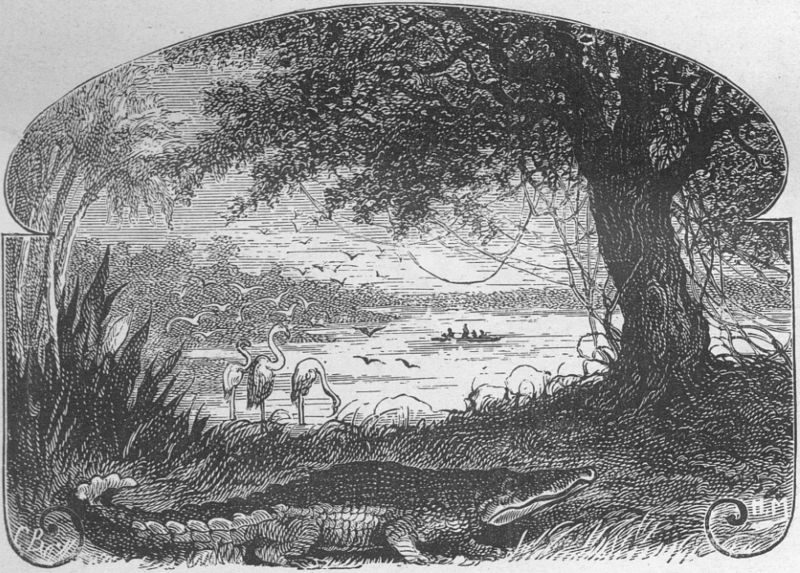
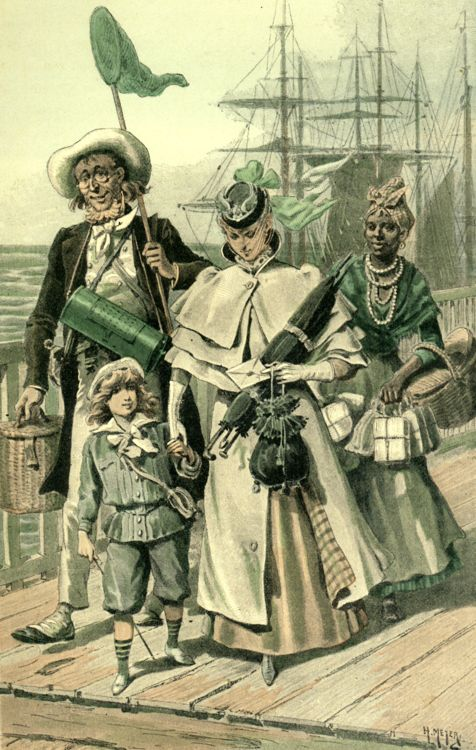
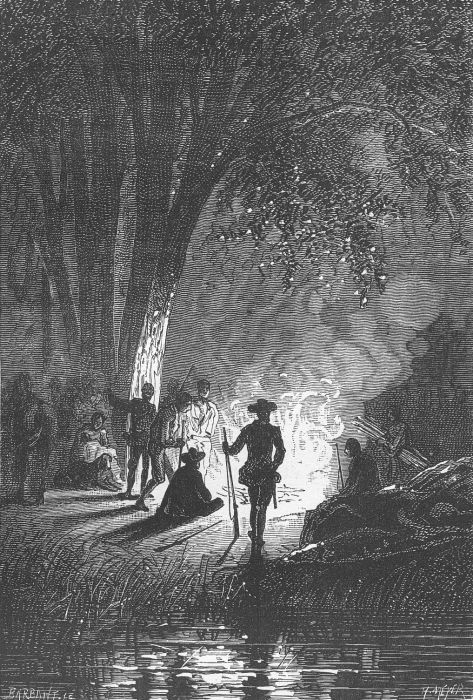
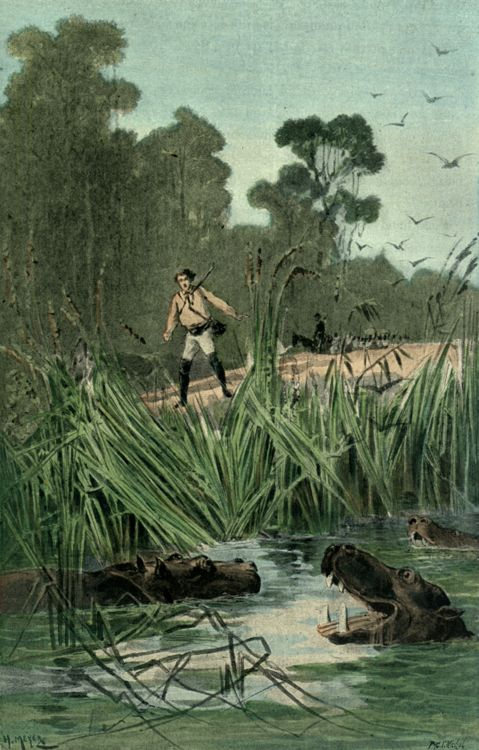
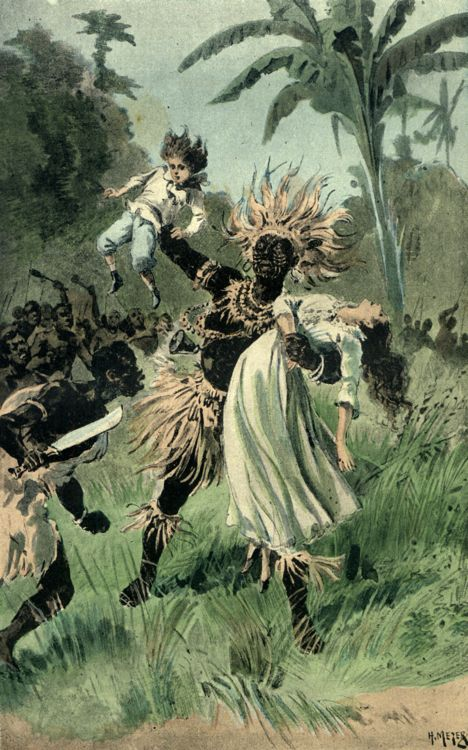
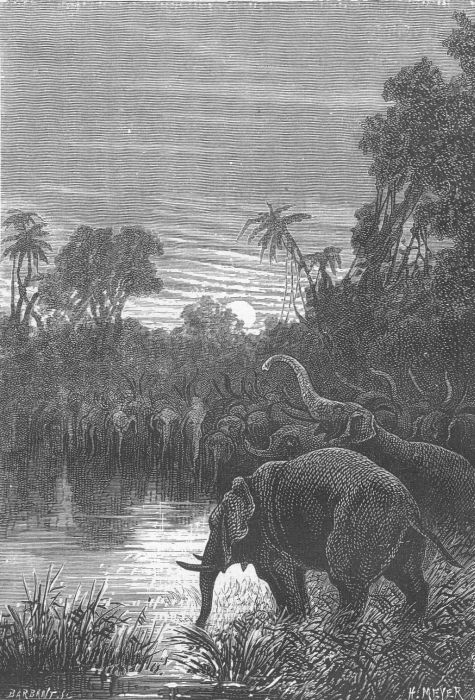
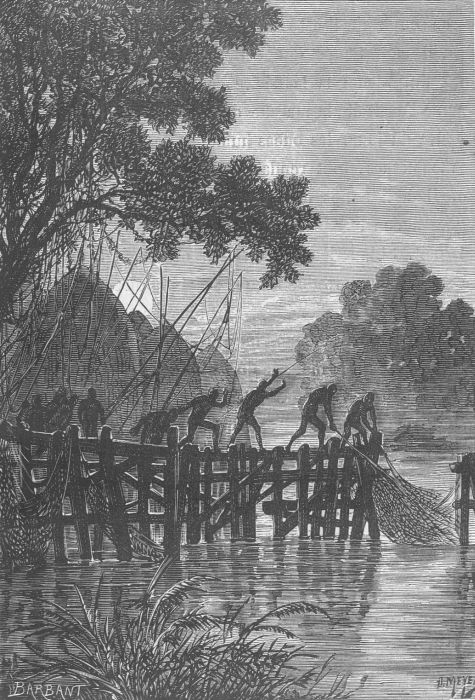